# Associazione nazionale autori cinematografici
L'Associazione Nazionale Autori Cinematografici, in acronimo ANAC, è un'associazione italiana fondata nel 1952 che si occupa di tutelare gli interessi diretti e materiali degli autori di opere cinematografiche e, più in generale, di tutta la cultura italiana. Ne è attualmente presidente il regista e sceneggiatore Francesco Ranieri Martinotti.

## Storia

### Fondazione
Fondata l'11 febbraio 1952 da un gruppo di sceneggiatori, registi e compositori italiani, l'associazione viene definita nel suo atto costitutivo "una associazione di categoria" dal "carattere apolitico", alla quale potevano far parte "i coautori di opere cinematografiche e precisamente: gli autori, di soggetti, di sceneggiatori, di musiche per film ed i registi che esplichino tali attività". Il primo statuto registrato dal notaio Francesco Pocaterra il 16 febbraio 1952 prevedeva tra gli scopi dell'associazione: "lo studio di tutti i problemi culturali e sociali dei coautori di films e la soluzione dei detti problemi nonché la tutela dei diritti relativi, agendo lì dove è necessario, di concerto con la Società Italiana autori ed editori, per quanto riguarda la tutela del diritto d'autore sotto ogni profilo, e con le associazioni sindacali di categoria, per quanto riguarda i rapporti di lavoro". Sull'enciclopedia Treccani si legge:
Nata dallo scioglimento della precedente Associazione culturale cinematografica italiana (ACCI) presieduta da Zavattini, l'A. riuniva sia registi sia sceneggiatori; sotto questo profilo si differenziava dalle altre organizzazioni simili che nacquero in Europa nel dopoguerra, in cui le due categorie facevano capo a organismi rappresentativi diversi. Ma anche in Italia si distinse da tutte le altre associazioni di categoria inserendo nel suo statuto finalità di carattere culturale e politico collegate con il tema della libertà d'espressione.
Nell'azione dell'ANAC, gli obiettivi di politica culturale sono direttamente connessi e ispirati sia al principio costituzionale della libertà di espressione, sia al diritto della libera circolazione e fruibilità delle idee e delle opere d'arte. L'affermazione e la tutela del valore sociale e culturale del cinema, dei mezzi audiovisivi, dei linguaggi visuali presenti e futuribili, rappresentano un obiettivo primario, che l'Associazione ha nel tempo perseguito cercando di conciliare gli interessi diretti, materiali e morali degli autori (il diritto d'autore), e quelli più generali dell'adesione e della partecipazione ai valori e al patrimonio di tutta la cultura italiana. All'ANAC aderirono da subito molti importanti autori (registi e sceneggiatori) del cinema italiano. Tra i fondatori dell'ANAC figurano Cesare Zavattini, Sergio Amidei, Furio Scarpelli, Ugo Pirro, Rodolfo Sonego, Franco Solinas, Tullio Pinelli, Age, Ettore Maria Margadonna al fianco di registi come Alessandro Blasetti, Carlo Lizzani, Roberto Rossellini e suo fratello (musicista) Renzo, Mario Monicelli, Mario Camerini, Carmine Gallone, Mario Mattoli, Carlo Ludovico Bragaglia, Steno.

### Storia
Nel novembre del '44, a cinque mesi dalla liberazione della capitale italiana - con il resto dell'Italia, a nord della "linea Gotica" ancora in guerra - nasce a Roma l'ACCI, l'Associazione culturale cinematografica italiana. "Ne possono far parte come soci effettivi tutti coloro che si interessano professionalmente al cinema e come aderenti tutti coloro che, pur svolgendo altre attività professionali, si interessano tuttavia ai problemi del cinema".
A Roma, Cinecittà era ancora ridotta a campo profughi e le attività cinematografiche erano poste sotto il controllo del Psychological Warfare Branch ma la libertà d'associazione era qualcosa che si acquisiva de facto prima per la caduta del fascismo e poi per la fine della guerra. La costituzione repubblicana entrerà in vigore solo il 1 gennaio del 1948 ma già in tutta Italia si andavano riorganizzando quelle attività cinematografiche che avevano preso forma, durante il fascismo, nei Cineguf (i cinecircoli universitari fascisti) dando vita su tutto il territorio nazionali ai nuovi cinecircoli.
Su questa spinta, nell'aprile del '47, l'ACCI si sciolse per lasciare il posto al Circolo romano del cinema che diventerà uno dei punti di riferimento più importanti della vita culturale cinematografica dell'immediato dopoguerra. Un primo nucleo dei cinecircoli si diede appuntamento a Nervi, qualche mese dopo, dal 10 al 12 luglio, per il primo convegno dei Circoli del cinema con la collaborazione organizzativa del film club genovese guidato dal giornalista e critico cinematografico Enrico Rossetti. Il convegno pose le basi per l'organizzazione dell'appuntamento tra il 3 e il 7 settembre, durante la 8ª Mostra internazionale d'arte cinematografica di Venezia (1947), dove fu costituita informalmente la Federazione italiana dei circoli del cinema (FICC) la cui costituzione formale è datata 8 novembre 1947.
Fu eletto presidente Antonio Pietrangeli e segretario generale Claudio Forges Davanzati che però, poche settimane dopo, si dimise dalla carica per raggiungere in Sicilia Luchino Visconti impegnato a girare un documentario (che sarebbe poi diventato il film La terra trema). Venne eletto in suo sostituzione il 15 novembre di quell'anno Enrico Rossetti. Dopo le elezioni del '48, rappresentarono una svolta politica nel paese le cui conseguenze si ripercuotono a cascata in tutti gli ambiti organizzativi.
Dopo pochi mesi il sindacato generale si spacca. La componente cattolica si stacca dalla CGIL. (Diventerà dopo alcune trasformazioni la CISL). Nel 1950 anche i sindacalisti socialdemocratici lasciarono la CGIL dando vita alla UIL. Nel settore cinematografico, la componente degli autori continuava a riunirsi e ad essere rappresentata dai circoli del cinema e in particolare dal circolo romano, al quale aderiva la gran parte dei registi e degli sceneggiatori più importanti dell'epoca.
Il Circolo romano del cinema - che, come detto, aveva raccolto l'eredità della disciolta ACCI per portare aventi una attività sostanzialmente culturale - pian piano si politicizza cercando di difendere il cinema italiano scarsamente protetto dalla invadenza del cinema statunitense che aveva invaso le sale con centinaia di film (sia nuovi che vecchie opere tenute in magazzino durante la guerra). Questo nucleo di autori impegnati nella promozione delle attività cinematografiche sarà da subito molto impegnato nella lotta contro la censura che aveva iniziato ad imperversare colpiva molto duramente e sarà molto importante nell'organizzazione di una grande manifestazione a Piazza del Popolo a Roma nel febbraio del '49 per protestare contro l'invasione del cinema americano e la censura che stavano soffocando la produzione nazionale. Nei comitati di agitazione figuravano Vittorio De Sica, Luigi Zampa, Mario Costa, Giuseppe De Santis, Carlo Ludovico Bragaglia, Mario Craveri, Alberto Vecchietti, Cesare Zavattini. Il giorno della manifestazione, dal palco Alessandro Blasetti aggiunse la sua voce per un discorso che invitava all'unità di azione.
In questo clima, un gruppo di autori sentì l'esigenza di creare una organizzazione con una struttura più delineata, che desse la possibilità di rappresentare con più forza e precisione le esigenze della categoria.  Si pensò quindi ad una associazione di categoria, disgiunta dalle centrali sindacali, che consentisse agli autori cinematografici una unità di azione, evitando quindi lo sparpagliamento in varie sigle e i rischi connessi di competizioni dannose. Tanto più che le conseguenze della spaccatura politica nel paese si erano fatte sentire anche nelle strutture dei circoli del cinema. Le polemiche si erano fatte roventi e nel settembre del 1951 alcuni circoli si erano dimessi dalla FICC dando vita alla UIC, Unione dei circoli del cinema.
Venne così costituita, nel febbraio del 1952 l'Associazione nazionale autori cinematografici (ANAC). Appena nata, l'ANAC si accreditò presso tutte le istituzioni statali, gli enti pubblici di riferimento (la Siae) e le altre organizzazioni associative professionali nazionali e internazionali.
Si mise immediatamente in luce per una attenta partecipazione ai momenti più importanti del settore e per capacità ideativa e propositiva. Prese parte ad esempio al congresso di categoria tenuto al Festival di Cannes di quell'anno e candidandosi ad organizzare nell'agosto/settembre del '53, in seno alla Mostra internazionale d'arte cinematografica di Venezia, il secondo congresso mondiale degli autori cinematografici, ponendo al centro dell'attenzione il tema della difesa e affermazione del diritto d'autore.
Nel frattempo nell'aprile del 1953, Aldo De Benedetti, pur rimanendo nell'esecutivo, aveva ceduto la carica di Presidente a Carmine Gallone. Nell'esecutivo, oltre ai due autori menzionati, prendono parte Carlo Ludovico Bragaglia, Gaspare Cataldo, Age, Mario Mattoli, Renzo Rossellini, Steno, Alberto Vecchietti. Compare un collegio sindacale composto da Carlo Campogalliani, Enzo Masetti e Gian Gaspare Napolitano. L'azione dell'ANAC diventa sempre più centrale. La sua importanza si riflette anche nella partecipazione di importanti autori: Sergio Amidei, Carlo Ludovico Bragaglia, Michelangelo Antonioni, Suso Cecchi d'Amico, Luigi Comencini, Alberto Lattuada, Pietro Germi, Luigi Chiarini, Cesare Zavattini, Vittorio De Sica, Carlo Lizzani, Alberto Moravia, Mario Monicelli, Carmine Gallone, Alessandro Blasetti, Mario Camerini.
Il 24 aprile del 1956 si indice una assemblea elettiva e il 4 maggio, sulla base dei risultati, il nuovo direttivo nomina Vittorio De Sica presidente e, al suo fianco, due vice presidenti: Sergio Amidei e Ettore Giannini. Segretario Antonio Petrucci e tesoriere Carlo Ludovico Bragaglia. Nel verbale dell'assemblea del 4 maggio figura poi la richiesta da parte di Luigi Comencini di giungere ad un chiarimento dei rapporti tra l'ANAC e il Circolo romano del cinema. Si legge nel verbale: "Zavattini è ben lieto della chiarificazione ed invita senz'altro i componenti del direttorio dell'ANAC ad una cordiale collaborazione con il Circolo romano del cinema, ben scindendo i compiti che ognuno dei due enti hanno".
Infatti, in quegli anni il Circolo romano aveva continuato ad esistere. Cesare Zavattini, che ne era il promotore principale, nel gennaio del 1953 era stato anche eletto presidente della Federazione circoli del cinema (FICC) e ne aveva cercato di rilanciare l'azione. Facendo seguito ad un Convegno internazionale di cinematografia tenuto a Perugia dal 24 al 27 settembre del 1949, e poi del manifesto intitolato Difendiamo l'arte del cinema, firmato dai più importanti autori cinematografici nel febbraio del 1951, Zavattini si afferma come uno dei leader più carismatici di un vasto movimento culturale che cerca di contrastare le sempre più aspre critiche al neorealismo provenienti da una vasta platea culturale ma anche da ambienti governativi: celebre l'articolo di Giulio Andreotti, allora sottosegretario alla presidenza del consiglio nel governo De Gasperi: Piaghe sociali e necessità di redenzione, pubblicato il 28 febbraio del 1952 sulla rivista democristiana Libertas. Il giovane politico democristiano, sotto forma di lettera diretta al più famoso regista del momento, Vittorio De Sica, prendeva le distanze dal film Umberto D. di cui Zavattini era lo sceneggiatore. Zavattini con articoli e prese di posizione sempre più nette risponde colpo a colpo alle critiche. E poi progetta il convegno sul Neorealismo che si terrà a Parma dal 3 al 5 dicembre del 1953. All'assise sarà presente gran parte degli autori che in quegli anni animano le battaglie dell'ANAC e dei circoli del cinema.
Nel 1956 il Circolo romano del cinema diventa Circolo italiano del cinema e sotto questa veste lancia la Conferenza economica del cinema ponendosi come una sorta di interlocutore super partes, tra le esigenze dei produttori rappresentati dall'ANICA e le esigenze degli autori rappresentati dall'ANAC. Conclusa questa esperienza, nel 1958 il Circolo italiano del cinema si estingue e gli autori che ne facevano parte confluiscono nell'ANAC per dare un grande segnale di unità e rilanciarne l'azione raggiungendo una più larga rappresentanza.
Per oltre trent'anni,  punto di riferimento dell'Associazione Nazionale degli Autori Cinematografici, è stato il regista e sceneggiatore Francesco Maselli ottenendo numerose vittorie per quanto attiene alle grandi riforme degli anni ‘70 nelle istituzioni culturali pubbliche italiane. Oltre a lui sono stati presidenti dell'associazione, il già citato Vittorio De Sica, Pierpaolo Pasolini, Damiano Damiani, Carlo Lizzani e Ugo Gregoretti.

### Archivio storico
La storia dell'ANAC è testimoniata e raccolta in un archivio di grande pregio, che nel giugno del 2015 è stato dichiarato di "interesse storico particolarmente importante" dalla Sovrintendenza archivistica del Lazio afferente al MIBACT.
L'archivio storico dell'ANAC contiene una rilevante documentazione cartacea a cui si aggiungono numerosi documenti audio e video di riunioni, eventi, convegni e congressi, interviste/testimonianze di diversi protagonisti della storia del cinema.
Questo materiale fornisce un quadro di insieme sulle molteplici attività dell'ANAC. L'elenco rilevato dalla sovrintendenza comprende "un cospicuo nucleo di corrispondenza compresa tra il 1959 e il 1980; ritagli stampa inerenti alle iniziative dell'Associazione, soprattutto per il periodo 1958/1978; materiale sulla legge cinema del 1965; materiali sul rapporto tra cinema e TV prodotto in occasione di diversi seminari organizzati tra il 1977 e il 1982; documentazione relativa alla Mostra del cinema di Venezia del 1968 e l'occupazione nel 1969 dell'Ente autonomo di gestione cinema; carte inerenti alla fondazione della FERA (Federation Europeénne des Realizateurs de l'Audiovisuel), dell'AIDAA (Association International des Auteurs de l'Audiovisuel) e dell'AMC (Alleanza mondiale del cinema)".

## Attività
Nel 2015 Francesco Ranieri Martinotti prende il posto di Ugo Gregoretti alla presidenza dell'associazione. Riprendendo molte delle idee che da sempre hanno caratterizzato l'ANAC (equa distribuzione delle risorse pubbliche, difesa del cinema d'autore, sostegno alla produzione indipendente, costituzione del Centro Nazionale del Cinema e dell'Audiovisivo...) viene avviato un dibattito sulla riforma della legge cinema, in particolare con un a proposta che si riferisce al modello legislativo francese. Tale proposta è recepita nel Disegno di Legge di iniziativa parlamentare n.1835 Di Giorgi-Zavoli, che sarà però in seguito superato dal Ddl del Governo del 28 gennaio 2016, ispirato al modello anglosassone, e che darà vita all'attuale legge 14 novembre 2016, n. 220.
L'ANAC si è impegnata in diverse attività di carattere culturale (che hanno ovviamente anche significato di politica culturale).
Tra le iniziative attuali si segnalano, in particolare, quelle organizzate all'interno della Mostra del cinema di Venezia, quali l'ideazione dal 2004 della rassegna autonoma Giornate degli Autori e l'istituzione del Premio Lizzani, entrato a far parte dei riconoscimenti collaterali della mostra. Il premio intende valorizzare il ruolo delle sale cinematografiche ed è destinato all'esercente "più coraggioso".
Altrettanto significative sono da ritenersi le iniziative culturali come le rassegne Percorsi di cinema, che ha inaugurato la Casa del cinema di Roma nel 2004 e che, da allora, ha realizzato oltre 80 incontri monografici sulla realizzazione di specifiche opere di autori italiani, dai più noti ai giovani esordienti, realizzando una library di film/documento disponibile a tutti sul canale YouTube dell'ANAC.
Altra iniziativa degna di nota è Cinema nelle biblioteche, nata con un duplice obiettivo: valorizzare l'estesa rete di biblioteche sparse sull'intero territorio nazionale e ricreare con esse (ormai unico presidio culturale rimasto nei piccoli comuni) un circuito capillare complementare alle tradizionali sale cinematografiche capace di promuovere il cinema indipendente italiano.
L'ANAC ha dato vita nel 2019 alla Scuola di sceneggiatura Leo Benvenuti.  La scuola è dedicata alla figura dello sceneggiatore Leonardo Benvenuti riprendendo la sua esperienza che l'aveva visto artefice, negli anni '80, di un atelier di scrittura nella sede dell'ANAC. Da quell'esperienza emersero poi importanti scrittori e registi che riconoscono l'importanza di quell'esperienza e sono impegnati oggi nella nuova iniziativa in veste di docenti.
Ultima iniziativa in ordine cronologico è la creazione della piattaforma AnacKino uno spazio indipendente di confronto delle idee, di formazione e di visione di opere cinematografiche.

### Canali di comunicazione
Tra gli strumenti di comunicazione utilizzati e gestiti dall'ANAC vi sono:
- un sito internet;
- una pagina Facebook dove sono pubblicate con regolarità tutte le informazioni, le notizie, gli eventi, i comunicati stampa e gli articoli relativi all'attività dell'associazione, oltre a ciò che concerne e avviene nel mondo del cinema italiano in generale;
- un canale YouTube ove sono reperibili i video realizzati dall'associazione.